# Nyergeshátú tamarin
A nyergeshátú tamarin (Saguinus fuscicollis) az emlősök (Mammalia) osztályának a főemlősök (Primates) rendjébe, ezen belül a csuklyásmajomfélék (Cebidae) családjába és a karmosmajomformák (Callitrichinae) alcsaládjába tartozó faj.
A Saguinus nemen belül a nigricollis-csoportba tartozik.

## Előfordulása
A nyergeshátú tamarin Dél-Amerika endemikus majomfaja. Elterjedési területe megtalálható Brazíliában, Bolíviában, Ecuadorban, Kolumbiában és Peruban.

## Alfajai

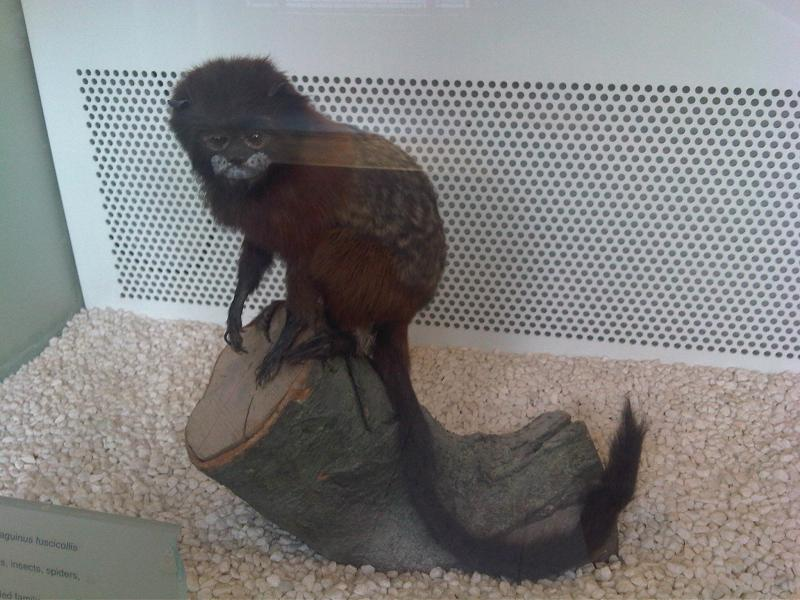
Kitömött példány

- Saguinus fuscicollis avilapiresi
- Saguinus fuscicollis cruzlimai
- Saguinus fuscicollis fuscicollis
- Saguinus fuscicollis fuscus
- Saguinus fuscicollis illigeri
- Saguinus fuscicollis lagonotus
- Saguinus fuscicollis leucogenys
- Saguinus fuscicollis mura
- Saguinus fuscicollis nigrifrons
- Saguinus fuscicollis primitivus
- Saguinus fuscicollis weddelli

## Életmódja
Ez a karmosmajom az Amazonas-medence alföldjeit kedveli, de azért a hegyvidéki esőerdőkben is megtalálható. Az időszakonkénti elárasztott erdőket sem kerüli el. A tengerszint fölötti 100 - 1200 méter magasságban található meg. Tápláléka gyümölcsök, virágok, nektár és gyanta. Általában 10 méter magasságban tartózkodnak a fákon. Kis csoportjaik 15 főből is állhatnak, de általában csak 2 - 8 állatból tevődik össze. Súlya alfajtól függően változik; a legkisebb 315 grammos, míg a legnagyobb 412 grammos.

## Források

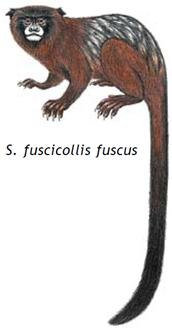
Rajz a S.f.fuscus alfajról

### Fordítás
Ez a szócikk részben vagy egészben  a   Brown-mantled tamarin című angol Wikipédia-szócikk fordításán alapul.  Az eredeti cikk szerkesztőit annak laptörténete sorolja fel. Ez a jelzés csupán a megfogalmazás eredetét és a szerzői jogokat jelzi, nem szolgál a cikkben szereplő információk forrásmegjelöléseként.